# Juan Acha
Juan Wilfredo Acha Valdivieso (Sullana, 14 de diciembre de 1916; México, 9 de enero de 1995) fue un crítico de arte, curador, teórico y profesor peruano, nacionalizado mexicano.

## Biografía

### Formación y primeros años de actividad
Estudió Ingeniería química en Alemania. En Lima comenzó su labor en la crítica de arte entre la década de 1960. En esta época también comenzó su labor en la promoción del arte contemporáneo. En 1970, Acha escribió un artículo titulado «La revolución cultural», en el que relataba la relación del arte contemporáneo con la revolución; ese mismo año, fue encarcelado por el gobierno de Juan Velasco Alvarado. Debido a esto decide dejar su país para vivir definitivamente en México.

### Carrera en México
Acha llegó a México en 1972, producto de su autoexilio. En ese país, fue docente en diferentes universidades, centros e instituciones, como la Academia de San Carlos, la Escuela Nacional de Pintura, Escultura y Grabado "La Esmeralda"; asimismo fue delegado regional de la Asociación Internacional de Críticos de Arte y también asesor de la revista Artes Visuales.
Fue subdirector del Museo de Arte Moderno (MAM) entre 1972 y 1976, en donde pudo investigar y generar teorías sobre el arte actual de México y América Latina, así como generar lazos entre los países de la región. Durante ese periodo, logró que artistas como Alejandro Otero (Venezuela), Victor Vasarely (Hungría), Sergio Camargo (Brasil), y otros más, tuvieran exposiciones en el museo, acrecentando también el acervo de la institución.
Como crítico y columnista, participó en diversos medios, como los diarios Excélsior, Unomásuno y El Comercio, así como en revistas, tales como Cultura Peruana, Humboldt, D'ARS, etc.

## Legado

### Centro de Documentación Juan Acha
En 2008, Mahia Biblos donó el archivo de Juan Acha a la Universidad Nacional Autónoma de México. El acervo posee más de 11 mil documentos, entre libros, carteles, fotografías, revistas, etc., resguardados y disponibles para investigación. Este acervo se encuentra en el Centro Cultural Universitario Tlatelolco.

### Juan Acha. Despertar Revolucionario
En 2017, el Museo Universitario de Arte Contemporáneo (MUAC) realizó una retrospectiva de la obra teórica de Acha, a partir de su propio archivo, titulada Juan Acha. Despertar Revolucionario, la cual fue curada por Joaquín Barrientos. La exposición retoma la idea de Acha con respecto a los artistas de vanguardia en América Latina y su relación con la guerrilla cultural: “Los artistas están tomando parte en nuestro despertar revolucionario; comienzan a pensar y difundir la necesidad de una revolución cultural”.
En la exposición se mostraban las facetas de Acha como investigador, crítico, teórico, activista cultural, educador y curador, mostrando su relación con los artistas mexicanos, así como las vertientes vanguardistas en las cuales participó; recordando que organizó encuentros internacionales relevantes, como la Primera Bienal Latinoamericana de Sao Paulo  en 1978 y el Primer Coloquio de Arte No-Objetual y Arte Urbano de Medellín en 1981.

## Obra
- Art in Latin American Today: Perú (1961)
- Arte y Sociedad en Latinoamérica I (1979)
- Arte y Sociedad en Latinoamérica II (1981)
- Arte y Sociedad en Latinoamérica III (1984)
- Ensayos y Ponencias Latinoamericanistas (1984)
- El consumo artístico y sus efectos (1988)
- Introducción a la teoría de los diseños (1988)
- Crítica de Arte: teoría y práctica (1992)
- Las culturas estéticas de América Latina (1994)
- Los conceptos esenciales de las artes plásticas (1993)
- Aproximaciones a la identidad latinoamericana (1996)